# Re-Sepp-ten
"Re-Sepp-ten" er en fodboldsang, der var slagsang for Danmarks fodboldlandshold ved VM-slutrunden i 1986 i Mexico. Sangens tekst er skrevet af Henrik Bødtcher og Jarl Friis-Mikkelsen og musikken af Michael Bruun. Sangen blev udsendt som single af pladeselskabet Replay Records (RES 4000), og var pr. 1997 den mest solgte single i Danmark med 170.000 solgte eksemplarer.
Sangen blev skrevet på en anderledes måde, end sange normalt bliver skrevet. Ekstra Bladet bad sine læsere om at indsende forslag til hvad der skulle med i en landsholdssang. Besvarelserne blev gennemgået af Jarl Friis-Mikkelsen og Henrik Bødtcher og baseret på disse blev teksten til sangen skrevet. Musikken blev lavet af Michael Bruun, og sangen blev indsunget af det danske fodboldlandshold sammen med Dodo Gad fra Dodo & The Dodos og Henrik Stanley Møller fra Danser med Drenge.
Til VM i 2010 genindspillede den japanske popduo Vanilla Beans "Re-Sepp-ten" i en let forkortet udgave. Sangen blev sunget på dansk af duoen, som brugte den originale tekst og musik, men med umiskendelig japansk accent. Den japanske indspilning var inspireret af, at Danmark og Japan skulle mødes i den afsluttende puljekamp ved VM i Sydafrika.
"Re-Sepp-ten" er et manipuleret ord af "recepten". Man udskiftede "cep" med "Sepp", fordi det er fornavnet på den daværende landsholdstræner, Sepp Piontek. Ved at sætte "Sepp" ind i stedet for "cep" gav man dette opdigtede ord en helt bestemt betydning. Betydningen er recepten på et godt fodboldlandshold, fordi det var Sepp Piontek der kickstartede de gyldne år for "Danish Dynamite".